# Номінальні числа

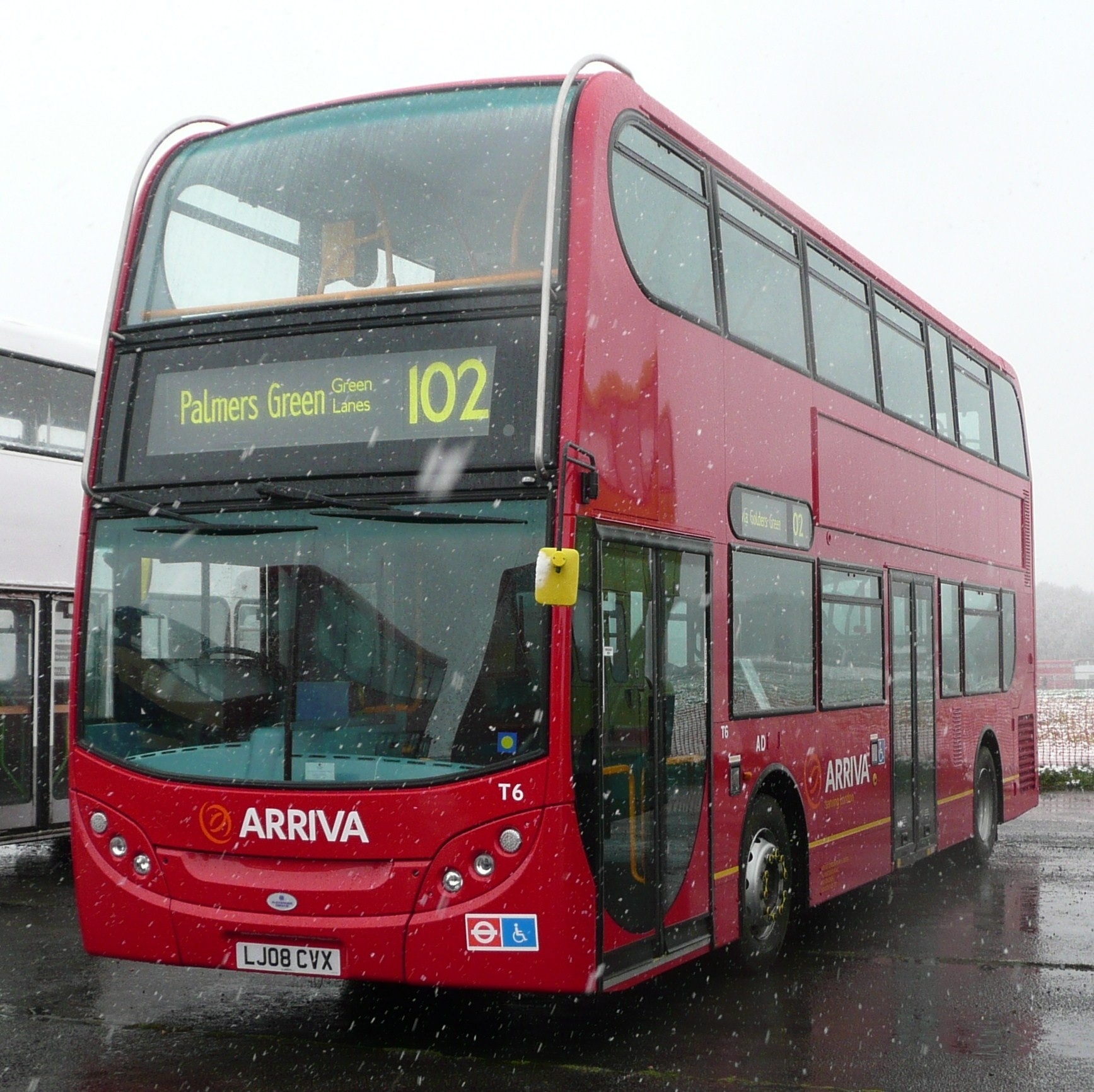
Номінальні числа 102 та 400: на автобусному маршруті 102 у Лондоні працює двоповерховий автобус Alexander Dennis Enviro400.

Номінальні числа або категоріальні числа цифрових кодів, тобто числа, які використовуються тільки для ідентифікації. Чисельне значення, в принципі, не має значення, і воно не вказує на кількість, порядок, або будь-яке інше вимірювання.

## Визначення
Термін «номінальне число» з'явилося досить недавно і є обмеженим у застосуванні. Виявляється, що виникло воно для користування в шкільних підручниках. Назву отримало від статистичного терміна «номінальні дані» та визначається як дані, що використовуються «… лише для констатації факту належності.»
Математично, номінальна нумерація є взаємно однозначною відповідністю, тобто є бієктивною. Така функція, де кожен об'єкт позначається одним числом, є ін'єктивною, так як різні об'єкти присвоюють різні числа та кожне число в наборі в даний момент часу пов'язане лише з одним нумерованим об'єктом.
В широкому сенсі, «Номінальне число» може визначатися як «будь-яке число, яка використовується тільки для ідентифікації, незалежно від того, для чого воно була призначене», або у вузькому сенсі як «число без лічильної інформації, лишень ідентифікація».
Для цілі присвоєння імені, термін «число» в широкому сенсі часто використовується для позначення рядків (послідовності символів), які не можуть складатися лише з цифр (найчастіше це абетко-цифровий). Наприклад, номери національного страхування, номери водійських ліцензій, а також деякі серійні номери містять літери.

## Приклади

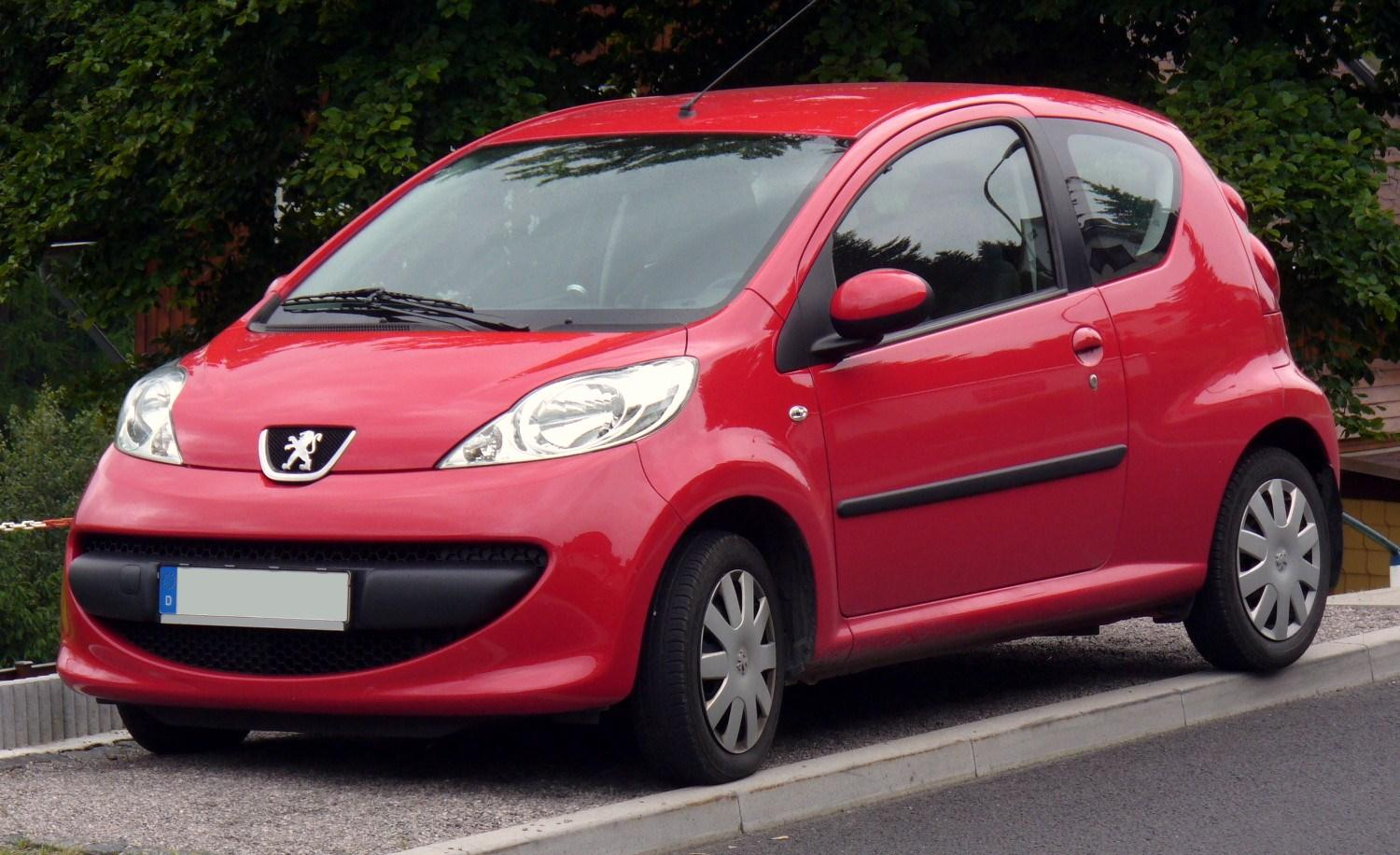
Число 107: авто Peugeot 107.

Велике розмаїття номерів мають широке визначення, наприклад:
- Національні ідентифікаційні номери, такі як:

1. номера соціального страхування
2. номера водійських прав

- Маршрутизовані номера, такі як:

1. Банківські коди і коди банків, як IBAN, а також транзитний номер ABA маршрутизації.
2. Поштові індекси, такі як ZIP-коди (це, як правило, числові в Сполучених Штатах, але й інші країни часто використовують абетко-цифрові системи.)
3. Телефонні номери.
4. Число поїздів або автобусних маршрутів в громадському транспорті.

- Імена моделей автомобілів деяких виробників, таких як BMW або Peugeot, є простими числами.

- Магічні числа в програмуванні.

Вони, як правило, призначаються якимось ієрархічним чином, наприклад, як телефонні номери присвоюються (в NANPA), як Код країни + код міста + префікс + суфікс, де перші три цифри залежать від географічного розташування, або у певній послідовності, як у серійному номері, а останні, таким чином, будуть власними порядковими числами.

### Вузьковизначені номери
Чисельні ідентифікатори, які є номінальними вузьковизначеними числами, тобто, не передають ніякої інформації, крім ідентичності, досить рідкісні. Вони повинні бути визначені або довільним або випадковим чином, і найчастіше виникають в комп'ютерних застосунках, таких як динамічні IP-адреси, присвоєні протоколи динамічної конфігурації хоста. Більш повсякденним прикладом є спортивні номери, які в цілому не мають жодного суспільного значення, окрім встановлення ідентичності, хоча вони можуть бути розподілені на підставі правил, які визначаються клубом або іншими організаціями. У деяких ситуаціях вони залежать від позиції, але в інших випадках вони пов'язані з фізичною особою, і є власним номінальним числом. Така функція використання номерів ілюструється «ветеранськими номерами», коли клуб перестає використовувати номер, який пов'язаний з відомим гравцем, і надає новим гравцям інші номери.